# Andreas Lupzig
Andreas Lupzig (* 5. August 1968 in Straubing) ist ein ehemaliger deutscher Eishockeyspieler und heutiger -trainer.

## Karriere

### Als Spieler
Erste Einsätze im Profibereich erhielt Andreas Lupzig 1985 beim EV Landshut in der 1. Bundesliga. Dort etablierte sich der links schießende Flügelstürmer schnell und überzeugte durch sein starkes Defensivspiel. Beim NHL Entry Draft 1988 wurde Lupzig, dessen Vorbild Sergei Fjodorow gewesen sein soll, von den Chicago Blackhawks an insgesamt 239. Stelle gezogen. 1989 entschied er sich zu einem Wechsel zu den Kölner Haien. In seiner ersten Saison bei den Haien 1989/90 war er der Shootingstar der Liga und bekam auch erste Einsätze in der Nationalmannschaft. Die Saison danach, in der die Haie den Vizemeistertitel errangen, fiel der gelernte Industriekaufmann aufgrund einer Kreuzband-Verletzung komplett aus. In den folgenden Spielzeiten gehörte er zu den wichtigsten Spielern bei den Haien, mit denen er 1993 erneut Vizemeister wurde. Seinen größten Erfolg feierte er zwei Jahre später, als er mit dem KEC im ersten Jahr der DEL im Finale der Play-offs den EV Landshut besiegte und die deutsche Meisterschaft gewann.
Bis zum Ende der Saison 2000/01 spielte er in Köln, wo er 1996 und 2000 noch zweimal Vizemeister mit der Mannschaft wurde. Danach entschied er sich, ein Angebot der Revierlöwen Oberhausen anzunehmen. Noch in der Saison wechselte er weiter zu den Nürnberg Ice Tigers, mit denen er jedoch im Play-off-Viertelfinale ausschied. Die Saison 2002/03 verbrachte er in der 2. Bundesliga beim Heilbronner EC. Nachdem man im Viertelfinale ausgeschieden war, kehrte Lupzig an den Ausgangspunkt seiner Karriere zu seinem Heimatverein Straubing zurück. Dort war er zwei Jahre lang Mannschaftskapitän in der 2. Bundesliga. 2004/05 scheiterte er mit den Tigers im Finale der Play-offs am EV Duisburg und verpasste den Aufstieg in die DEL. Im Anschluss an diese Spielzeit beendete er seine Profi-Karriere aufgrund einer weiteren schweren Knieverletzung.
In seiner aktiven Zeit bestritt Lupzig insgesamt 91 A-Länderspiele mit der deutschen Nationalmannschaft, in denen er elf Tore erzielte. Er nahm mit dem deutschen Team an den Weltmeisterschaften 1990, 1995, 1997 und 1998 teil. Außerdem vertrat er sein Land beim World Cup of Hockey 1996 und den Olympischen Spielen 1998 in Nagano.

### Als Trainer
Lupzig spielt auch nach dem Ende seiner Profilaufbahn noch Eishockey – in der Traditionsmannschaft der Kölner Haie. 2006 nahm er an einer Umschulung zum Fachwirt für Sportmanagement teil, um auch weiterhin im sportlichen Bereich tätig sein zu können. Ab August 2007 arbeitete Lupzig als Spielerbeobachter wieder für die Kölner Haie und wurde nach der Entlassung von Doug Mason am 22. September 2008 Co-Trainer von Clayton Beddoes (bis 2. Dezember 2008) beim KEC. Anschließend war Lupzig noch eine halbe Saison als Co-Trainer unter André Koslowski bei der DNL-Mannschaft der Kölner Haie tätig, um in der darauf folgenden Saison als Headcoach der Schülermannschaft der Kölner Haie zu fungieren.
In der Saison 2010/11 arbeitete Lupzig als Trainer für die Füchse Duisburg in der Oberliga West und führte das Team auch durch die Vorbereitung auf die Saison 2011/12. Drei Tage vor dem Saisonstart trennten sich der EVD und Lupzig. Zwischen 2017 und 2020 war Lupzig als Trainer des Eissportvereins Bergisch Gladbach tätig, anschließend war er Trainer des Eissportvereins TuS Wiehl Penguins.
Von April bis Oktober 2023 war Lupzig Trainer des EHC Neuwied.

## Erfolge und Auszeichnungen
- 1995 Deutscher Meister mit den Kölner Haien
- 1998 Teilnahme am DEL All-Star Game

## Karrierestatistik
(Legende zur Spielerstatistik: Sp oder GP = absolvierte Spiele; T oder G = erzielte Tore; V oder A = erzielte Assists; Pkt oder Pts = erzielte Scorerpunkte; SM oder PIM = erhaltene Strafminuten; +/− = Plus/Minus-Bilanz; PP = erzielte Überzahltore; SH = erzielte Unterzahltore; GW = erzielte Siegtore; 1 Play-downs/Relegation; Kursiv: Statistik nicht vollständig)